# Универзитет Бингамтон
Универзитет државе Њујорк у Бингамтону, чешће називан Универзитет Бингамтон (енгл. State University of New York at Binghamton) или (енгл. Binghamton University) је јавни истраживачки универзитет Савезне државе Њујорк у САД, са кампусима у градовима Бингамтон, Вестал и Џонсон Сити. Основан је 1946. године као Колеџ Трипл Ситис (Triple Cities College), оријентисан према уметности. Од мале уметничке школе колеџ се развио у велику високообразовну институцију. Тренутно се састоји од осам колеџа и школа и сада је дом за више од 17.000 студената и постдипломаца. Бингамтон је један од четири универзитетска центра у систему Универзитета Државе Њујорк (SUNY — State University of New York).
Универзитет Бингамтон тренутно је на 80. месту на ранг листи најбољих Америчких универзитета и налази се у групи 800—1000 најбољих универзитета у свету за 2018. годину. Сматра се једним од квалитетнијих универзитета финансираних од стране државе. Класификован је као високообразовна истраживачка институција.
Иако се колеџ званично налази у у Бингамтону, главни кампус налази се у оближњем граду Весталу. Осим овог главног кампуса Универзитет има још три мања: један у центру Бингамтона, у којем се налази административни центар (College of Community and Public Affairs), један под називом Комплекс иновативних технологија (Innovative Technologies Complex), поред главног кампуса, у коме се налазе истраживачке лабораторије и "паметне зграде", и трећа, посвећена медицинским наукама у Џонсон Ситију. Кампус Вестал је наведен као пописом одређено место са 6.177 становника (према попису из 2010. године).